# 出神入化
是一部2013年上映的美国搶劫片，由法国导演路易斯·賴托瑞執導，傑西·艾森柏格、馬克·魯法洛、伍迪·哈里森、梅蘭妮·蘿倫、艾拉·費雪、戴夫·弗蘭科、米高·肯恩和摩根·弗里曼出演。美国于2013年5月31日上映。 續集也於2014年12月於英國，澳門開拍，丹尼爾·雷德克里夫、麗茲·凱普蘭以及周杰倫也参与客串演出。并于2016年6月10日在美国上映。

## 劇情
丹尼（傑西·艾森柏格 飾演）、梅利（伍迪·哈里森饰演）、海妮（艾拉·菲舍尔饰演）、杰克（戴夫·弗兰科饰演）各自经营着自己的魔术把戏，一天突然收到一张印有天眼的卡片，邀请他们到纽约，在来到指定地点的机关屋后，机关展示了一系列魔术表演计划，指示他们准备执行这套表演计划。
一年之后，以丹尼领衔的四人组成「天启四騎士」魔术师团，在亚瑟·崔斯勒（迈克尔·凯恩饰演）的赞助下，在賭城拉斯維加斯进行魔术表演，他们随机抽取一名现场观众来协助表演洗劫巴黎信贷共和银行，在众目睽睽下，人们看见银行保险库的纸币被通风管抽到来现场，而另一边的银行的确发生保险櫃的纸币不翼而飞的状况。这场表演惊动了聯邦調查局，迪伦（马克·鲁法洛饰演）被指派调查此事，同时国际刑警组织从法国指派了艾尔玛（梅拉妮·罗兰饰演）协助调查，迪伦不相信魔术，但艾尔玛对魔术及“四骑士”背后的“天眼”很有兴趣。迪伦将四人逮捕并进行审讯，但反而遭到他们嘲弄，由于证据不足而最终释放。这时聯邦調查局留意到一个专门经营揭秘魔术节目的赛迪斯（摩根·弗里曼饰演）也在现场，迪伦找到他，赛迪斯告诉迪伦“四骑士”是怎样提前布局引诱那位现场观众来现场并被选出，如何提前将给银行的钱掉包并将假钱最终销毁。
之后“四骑士”和亚瑟坐私人飞机前往新奥尔良准备第二场演出，艾尔玛与迪伦跟随其后，迪伦对利用别人缺点的魔术师很厌恶，但艾尔玛认为魔术能给人快乐。到了现场，聯邦調查局布控监视，亚瑟警告赛迪斯不要阻碍“四骑士”的演出但不成功。艾尔玛提起了一个著名魔术师莱诺·谢克是如何将卡片“变进”树里，和其意外身亡的那次保险箱沉河逃脱表演中并没有找到尸体。“四骑士”开始他们的第二场表演，在一系列前置表演后，“四骑士”挑选了一批观众，说道他们手上有一个信封，上面有张纸写上了他们在银行的存款金额，之后他们还邀请亚瑟来到舞台，同样准备一张纸，写上了他拥有的存款金额，在他们的表演下，亚瑟的金额在减少而观众的在增加，不久后观众的手机收到了银行的存款变动信息，聯邦調查局也证实了资金变动，这时“四骑士”揭露了他们实际是亚瑟旗下的崔斯勒保险的客户，由于一次灾难中蒙受损失，但被崔斯勒保险克扣了保险赔付，所以他们“替天行道”并且令亚瑟蒙羞（实际上在飞机上套取了亚瑟的安全问题信息而实施成功）。在聯邦調查局的围捕下，“四骑士”还是逃过围捕。恼羞成怒的亚瑟决定资助赛迪斯来帮手抓住“四骑士”。迪伦一时间怀疑艾尔玛是内应，但冷静下来后，听了作为研究人员的艾尔玛提到关于魔术师所信奉的“天眼”的传说，也意外发现自己的手机被调包并知道他们去到了纽约。
“四骑士”知道他们被反追踪后，开始销毁在纽约机关屋的资料准备撤离。聯邦調查局回到纽约准备继续围捕他们，杰克留下来继续销毁资料，另外三人先离开，杰克被迪伦和他下属围捕，然后驾车逃走，最终在皇后区大桥上发生车祸身亡。迪伦冒死从中夺得一份资料，得知他们下一个目标是埃尔克霍恩的一个藏有5亿美元的保险箱，并且提到这些资料就是从迪伦被偷换的手机中盗取到的，赛迪斯再次暗示迪伦说艾尔玛可能是“四骑士”的内应。“四骑士”另外三人发表影片，悼念杰克的牺牲，并预告下一场最终幕的演出位置。聯邦調查局的人赶往保险櫃处，得知刚准备被“四骑士”用计运走，迪伦决定将计就计，让“四骑士”继续运走保险箱到目的地并准备守株待兔。“四骑士”在另一处开始他们最后的演出，赛迪斯被引诱到保险櫃处差点被聯邦調查局逮捕，赛迪斯让迪伦打开保险櫃，众人才发现保险櫃还是被调包并且戏弄了。迪伦众人赶往“四骑士”的表演地，“四骑士”三人在发表对魔术友善的看法演讲后，从高楼一跃而下逃脱，并且撒下一大堆纸币，迪伦的下属发现纸币是假的，另一边的赛迪斯准备离开时发现他的车塞满了被盗的保险箱现金而被逮捕。
赛迪斯被捕入狱后，迪伦来视察，赛迪斯试图解释第三场演出的秘密证明自己的清白：“四骑士”事先用类似镜子隐藏箱的方式（在第二场演出的前置表演中出现过），用一块大玻璃镜原地遮住隐藏了真正的保险箱，当聯邦調查局以为保险箱被盗走并追捕“四骑士”时，杰克利用围捕时制造的车祸金蝉脱壳，之后再次返回保险箱，打开盗走里面的现金以栽赃于他。但当赛迪斯不明白为什么被“四骑士”栽赃并且总是先聯邦調查局一步时，迪伦才公开了自己的身份——他就是“四骑士”的幕后主持，并且解释了“四骑士”选择目标的缘由——起源于莱诺·谢克的意外身亡，崔斯勒保险拒赔了这份保单，这份保单就是寄存在巴黎信贷共和银行，并且责备了赛迪斯由于没被“天眼”选中而嫉妒，开始揭秘魔术师来泄愤，所以作为“天眼”的选择者迪伦决定让其锒铛入狱，反思自己的“平庸”。之后迪伦约见“四骑士”来到中央公园的莱诺·谢克之树下，承认了他就是他们的幕后主持，并邀请他们加入“天眼”。
艾尔玛回法国后，迪伦在艺术桥上找到了她，向她承认了自己其实就是莱诺·谢克的儿子，报复埃尔克霍恩因为它给莱诺·谢克制造的魔术保险箱偷工减料导致意外，迪伦于是一直隐藏身份，利用“天眼”选择适合的人手实施复仇行动。艾尔玛爱上了迪伦，决定一起保守这个秘密。

## 角色
| 演員                          | 角色                                           | 備註                                                                       |
| 傑西·艾森柏格 Jesse Eisenberg | 丹尼爾·「丹尼」·亞特斯 J. Daniel "Danny" Atlas | 四騎士之一，個性有些自大，擅長幻術的街頭魔術師。                           |
| 伍迪·哈里森 Woody Harrelson   | 梅利·麥金尼 Merritt McKinney                   | 四騎士之一，擅長催眠、讀心術。是四人中年紀最大的。                         |
| 艾拉·費雪 Isla Fisher         | 海妮·李維 Henley Reeves                        | 四騎士之一，擅長逃脫術的舞台魔術師。丹尼的前助手。                         |
| 戴夫·弗蘭科 Dave Franco       | 傑克·懷德 Jack Wilder                          | 四騎士之一，擅長解鎖、模仿他人聲音的街頭魔術師和扒手。是四人中年紀最小的。 |
| 馬克·盧法洛 Mark Ruffalo      | 迪倫·羅德斯 Dylan Rhodes                       | 聯邦調查局（FBI）、負責搜查四騎士的案件。                                  |
| 梅蘭妮·羅倫 Mélanie Laurent   | 艾爾瑪·德雷 Alma Dray                          | 法國國際刑警，與迪倫搭檔。                                                 |
| 摩根·費里曼 Morgan Freeman    | 賽迪斯·布拉德利 Thaddeus Bradley               | 前魔術師，如今靠著破解魔術影帶致富。                                       |
| 米高·肯恩 Michael Caine       | 亞瑟·崔斯勒 Arthur Tressler                    | 四騎士幕後出資者。                                                         |
| 麥可·凱利 Michael Kelly       | 富勒 Agent Fuller                              | 聯邦調查局（FBI）探員，迪倫同事。                                          |
| 凡夫俗子 Common               | 艾文斯 Agent Evans                             | 聯邦調查局（FBI）探員，迪倫上司。                                          |

## 發行

### 评价
获得毀譽參半的评价，烂番茄上基於152條評論，新鲜度49%，平均分為5.7/10，但觀眾評價高達70%。Metacritic上獲得50分；大致认为结局显得太过潦草，不能完全合理解释前面的许多疑惑。《综艺》杂志影评人斯科特・方达斯认为：本来是个魔术版的《瞞天過海》，但是影片情节的脆弱难以令其成为经典。《今日美国》影评人斯科特・鲍尔斯指出：影片虽然特效华丽，看起来非常过瘾，但剧情逻辑混乱，令人失望。

### 票房
美国首周末收获2805万美圆名列第二，最终北美收获1.16亿，其他地区1.76亿，全球累计2.93亿美圆。鉴于不错的票房成绩，公司决定拍摄一部续集，依然由本片导演执导。但後來宣布《特種部隊2：正面對決》的導演朱浩偉將成為續集導演。
| 上一届： 《末日1000年》 | 2013年香港一週票房冠軍 第23周 | 下一届： 《地球末日戰》 |

## 續集
2013年7月3日，在電影的票房成功後，獅門娛樂公司首席執行官喬·菲茨梅爾（Jon Feltheimer）正式證實，本電影將會推出續集，並於2014年開始拍攝，發布日期為2016年6月10日。導演則改為朱浩偉。2014年11月5日，官方公布卡司陣容，包括丹尼爾·域基夫 、麗茲·凱普蘭以及周杰倫，未拍先轟動，已經讓影迷迫不及待。這也是周杰倫繼《青蜂俠》後再度接拍的第二部好萊塢作品。 2015年5月，國外媒體報導，本片已經進入第三集的籌備階段。  

## 外部連結
- 官方网站
- 互联网电影数据库（IMDb）上《出神入化》的资料（英文）
- AllMovie上《出神入化》的资料（英文）
- Box Office Mojo上《出神入化》的資料（英文）
- 爛番茄上《出神入化》的資料（英文）
- Metacritic上《出神入化》的資料（英文）
- 開眼電影網上《出神入化》的資料（繁體中文）
- 时光网上《出神入化》的資料（简体中文）
- 豆瓣电影上《出神入化》的資料 （简体中文）